# Rủi ro chiến lược
Rủi ro chiến lược là một khái niệm trong quản trị chiến lược kinh doanh.

## Nội dung
Rủi ro về chiến lược kinh doanh là rủi ro hiện tại và tương lai có ảnh hưởng tới lợi nhuận, tới hoạt động của doanh nghiệp do quyết định hoặc thực hiện không đúng hoặc do không thích nghi kịp với sự thay đổi của ngành.
Rủi ro về chiến lược là một phần của việc tương thích giữa mục tiêu hoạt động của doanh nghiệp và chiến lược đề ra để đạt được mục tiêu này dựa trên các nguồn lực của doanh nghiệp, bao gồm cả nguồn lực hữu hình lẫn vô hình: các kênh thông tin, hệ thống điều hành doanh nghiệp, mạng lưới phân phối và quy mô quản lý. Do đó, doanh nghiệp phải đánh giá được khả năng tác động của nền kinh tế, sự cạnh tranh, sự phát triển khoa học kỹ thuật, sự điều chỉnh của luật pháp có liên quan cũng như môi trường kinh doanh thay đổi.
Trong lĩnh vực tài trợ thương mại của ngân hàng thì rủi ro chiến lược kinh doanh khi ngân hàng không nắm rõ lĩnh vực mà nó tài trợ cũng như sản phẩm mà ngân hàng đang sử dụng có rủi ro như thế nào.